# Campeonato Peruano de Fútbol de 1926
El Campeonato Peruano de Fútbol de 1926, denominado como «XI Campeonato de la Liga Provincial de Football de Lima 1926», fue la edición número 11 de la Primera División Peruana, la 1.ª edición realizada por la FPF y la 11.ª edición desde creada la ADFP. El campeón fue el club Sport Progreso que obtuvo su segundo título consecutivo.
El 27 de abril de 1926, el Directorio de la Federación Peruana de Fútbol, aprueba en Asamblea de Bases, el reglamento de la FPF, que la señala como una entidad controladora del deporte del fútbol y afiliada a la Federación Internacional de Fútbol Asociado y a la Confederación Peruana de Fútbol, y asimismo reconocida oficialmente por el Comité Olímpico Nacional.
Los campeonatos y partidos fueron vigilados por la FPF y solo participaron en ellos, los clubes y las Ligas afiliados a ella y su denominación fue: de División o Competencia, De la Copa Brum, Interdepartamentales e Internacionales.
Los Campeonatos de División o Competencia, en la que tomarán parte todos los clubes sin excepción alguna en sus respectivas categorías, se sujetarán a las disposiciones de la FPF. No se iniciaría ningún campeonato oficial antes que se confeccione el calendario, el cual, se ajustará el desarrollo de aquel en sus distintas etapas y serán declarados campeones en sus respectivas divisiones, los clubes que hayan obtenido mayor número de puntos.

## Desarrollo

### Selección de equipos
Los clubes fueron clasificados en las siguientes categorías de acuerdo a su valor respectivo: Primera División, Sub-División de Primera o Intermedia, Segunda División y Tercera División. 
Los clubes que integraron el Campeonato de Primera División de 1926 fueron doce, de acuerdo a la Comisión de Selección, que consideró a los clubes que fueron seleccionados en el mes de agosto de 1925.
El Comité Olímpico Nacional no habiendo título definitivo en Primera División en forma oficial, con muy buen acuerdo excepcionó a los Clubes que había consagrado el público por ser una expresión del hincha: Atlético Chalaco del Callao, Unión Buenos Aires del Callao, Sport Alianza de La Victoria, Association FBC de Lima y Sportivo Tarapacá de Lima.
Se realizó una selección para los demás clubes con los siguientes resultados: 
- Liga Deportiva Chalaca: Jorge Washington y Jorge Chávez del Callao.
- Liga Provincial de Futbol N°1 (Ex Liga Provincial): Sport José Gálvez de La Victoria, Sport Progreso de Lima (Club con prestigio y calidad), Teniente Ruiz de La Victoria.
- Liga de Los Balnearios del Sur: No clasificó ningún club.
- Liga Provincial de Futbol N°2 (Ex Asociación Amateur): Ya estaban designados Association FBC de Lima y Sportivo Tarapacá Ferrocarril de Lima, por Méritos Deportivos.

La Comisión de Selección también seleccionó a los siguientes clubes:
- Circolo Sportivo Italiano de Pueblo Libre, porque tiene valores de tal naturaleza que la FPF ha considerado que pueden servir de profesores a los demás clubes.
- Deportivo Nacional de Lima, que pidió su reconocimiento antes que la FPF ponga en vigencia su Reglamento General y que tiene jugadores que han participado en Primera División.

Sin embargo, el Associatton FBC, no participó en el Torneo por tener permiso de la FPF para realizar una gira futbolística en Centroamérica.

### Sistema del torneo
Se desarrolló entre el 18 de Julio al 7 de noviembre de 1926, con la participación de once clubes y bajo el sistema de todos contra todos en una sola rueda.
Asimismo, se estableció que descenderían a la División Intermedia de 1927, los tres clubes que ocupen los últimos puestos y ascendería el Campeón de la División Intermedia, por lo cual, en el año 1927, la Primera División tendría 10 Clubes.
El 14 de noviembre de 1926, el torneo se suspendió por problemas dirigenciales, cuando restaban disputarse 13 partidos y la tabla era liderada en ese momento por el Sport Progreso.
La Federación Peruana de Fútbol, en sesión que se celebró el 2 de mayo de 1927, aprobó declarar concluido el Torneo de Primera División de 1926 y proclamar Campeón al Club Sport Progreso de Lima, por el mayor puntaje obtenido en ese momento, anteriormente lo efectuaron en una Resolución publicada en el Diario La Crónica del mes de Enero de 1927.
Al suspenderse el torneo, los clubes Jorge Chávez del Callao, Teniente Ruiz de La Victoria, Deportivo Nacional de Lima, Jorge Washington del Callao y Sport José Gálvez de La Victoria, descendieron a la División Intermedia de 1927.
Los partidos que faltaron disputarse fueron los siguientes:
- Sport Progreso vs. Jorge Washington.
- Sport Progreso vs. Atlético Chalaco.
- Sport Alianza vs. Unión Buenos Aires.
- Sport Alianza vs. Deportivo Nacional.
- Sport Alianza vs. Sportivo Tarapacá.
- Sportivo Tarapacá vs. Circolo Sportivo Italiano.
- Unión Buenos Aires vs. Atlético Chalaco.
- Atlético Chalaco vs. Teniente Ruiz.
- Atlético Chalaco vs. Jorge Washington.
- Atlético Chalaco vs. Deportivo Nacional.
- Circolo Sportivo Italiano vs. Jorge Chávez.

## Equipos participantes
| Club                      | Ciudad             | Método de Clasificación                               |
| ------------------------- | ------------------ | ----------------------------------------------------- |
| Atlético Chalaco          | Callao             | Méritos Deportivos                                    |
| Circolo Sportivo Italiano | Pueblo Libre, Lima | Méritos Institucionales                               |
| Deportivo Nacional        | Cercado de Lima    | Méritos Institucionales                               |
| Jorge Chávez              | Callao             | Liga Deportiva Chalaca                                |
| Jorge Washington          | Callao             | Liga Deportiva Chalaca                                |
| Sport Alianza             | La Victoria, Lima  | Méritos Deportivos                                    |
| Sport José Gálvez         | La Victoria, Lima  | Liga Provincial de Fútbol N°1                         |
| Sport Progreso            | Rimac, Lima        | Liga Provincial de Fútbol N°1                         |
| Sportivo Tarapacá         | Cercado de Lima    | Liga Provincial de Fútbol N°2 (Ex-Asociación Amateur) |
| Teniente Ruiz             | La Victoria, Lima  | Liga Provincial de Fútbol N°1                         |
| Unión Buenos Aires        | Callao             | Méritos Deportivos                                    |

## Tabla de posiciones
El campeonato fue para el Sport Progreso y el segundo lugar para Sport Alianza.La tabla de posiciones se basa en la publicación realizada en la edición del Diario La Prensa del 11 de noviembre de 1926.
| P  | Team                          | Pld | W | D | L | GF | GA | Ptos |
| -- | ----------------------------- | --- | - | - | - | -- | -- | ---- |
| 1  | Sport Progreso                | 8   | 7 | 1 | 0 | 0  | 0  | 15   |
| 2  | Sport Alianza                 | 7   | 4 | 2 | 1 | 0  | 0  | 10   |
| 3  | Sportivo Tarapacá Ferrocarril | 8   | 3 | 3 | 2 | 0  | 0  | 9    |
| 4  | Unión Buenos Aires            | 8   | 3 | 3 | 2 | 0  | 0  | 9    |
| 5  | Atlético Chalaco              | 5   | 4 | 0 | 1 | 0  | 0  | 8    |
| 6  | Circolo Sportivo Italiano     | 8   | 4 | 0 | 4 | 0  | 0  | 8    |
| 7  | Jorge Chávez                  | 9   | 1 | 5 | 3 | 0  | 0  | 7    |
| 8  | Teniente Ruiz                 | 9   | 2 | 3 | 3 | 0  | 0  | 7    |
| 9  | Jorge Washington              | 8   | 2 | 2 | 4 | 0  | 0  | 6    |
| 10 | Deportivo Nacional            | 8   | 0 | 4 | 4 | 0  | 0  | 4    |
| 11 | Sport José Gálvez             | 10  | 1 | 1 | 8 | 0  | 0  | 3    |

|  | Campeón 1926             |
|  | División Intermedia 1927 |
|                          |
| Bicampeón Nacional       |
| Sport Progreso 2º título |
|                          |

## Resultados
La siguiente lista son los resultados conocidos de acuerdo a lo publicado en los Diarios El Comercio, La Prensa y La Crónica.

### Fecha 1
Se jugó el día domingo 18 de julio de 1926.
| Equipo 1          | Resultado | Equipo 2      |
| ----------------- | --------- | ------------- |
| Sport Progreso    | 2–0       | Jorge Chávez  |
| Sport José Gálvez | –         | Teniente Ruiz |

### Fecha 2
Se jugó entre el martes 27 de julio y miércoles 28 de julio de 1926.
| Equipo 1       | Resultado | Equipo 2           |
| -------------- | --------- | ------------------ |
| Sport Progreso | 0–0       | Deportivo Nacional |
| Jorge Chávez   | 3–2       | Jorge Washington   |

### Fecha 3
Se jugó el día domingo 15 de agosto de 1926.
| Equipo 1                  | Resultado | Equipo 2           |
| ------------------------- | --------- | ------------------ |
| Circolo Sportivo Italiano | 3–1       | Teniente Ruiz      |
| Jorge Chávez              | 0–0       | Deportivo Nacional |
| Sport Alianza             | –         | Unión Buenos Aires |

### Fecha 4
Se jugó el día domingo 22 de agosto de 1926.
| Equipo 1                  | Resultado | Equipo 2         |
| ------------------------- | --------- | ---------------- |
| Circolo Sportivo Italiano | 4–1       | Atlético Chalaco |

### Fecha 5
Se jugó el día domingo 29 de agosto de 1926.
| Equipo 1           | Resultado | Equipo 2     |
| ------------------ | --------- | ------------ |
| Unión Buenos Aires | 1–1       | Jorge Chávez |

### Fecha 6
Se jugó el día domingo 12 de setiembre de 1926.
| Equipo 1          | Resultado | Equipo 2      |
| ----------------- | --------- | ------------- |
| Sportivo Tarapacá | 1–0       | Teniente Ruiz |

### Fecha 7
Se jugó entre el día viernes 24 de setiembre y el domingo 26 de setiembre de 1926.
| Equipo 1       | Resultado | Equipo 2      |
| -------------- | --------- | ------------- |
| Sport Progreso | 2–0*      | Teniente Ruiz |

- El resultado original fue un empate de 1–1, sin embargo, la FPF declaró ganador al Sport Progreso por 2–0.

### Fecha 8
Se jugó el día domingo 3 de octubre de 1926.
| Equipo 1           | Resultado | Equipo 2                  |
| ------------------ | --------- | ------------------------- |
| Sport Progreso     | 6–2       | Circolo Sportivo Italiano |
| Atlético Chalaco   | 5–2       | Sport Alianza             |
| Unión Buenos Aires | 4–1       | Deportivo Nacional        |
| Sportivo Tarapacá  | 1–1       | Jorge Chávez              |

### Fecha 9
Se jugó el día domingo 10 de octubre de 1926.
| Equipo 1          | Resultado | Equipo 2                  |
| ----------------- | --------- | ------------------------- |
| Sport Progreso    | 5–1       | Sport José Gálvez         |
| Sportivo Tarapacá | 3–1       | Jorge Washington          |
| Atlético Chalaco  | 3–2       | Jorge Chávez              |
| Sport Alianza     | 2–1       | Circolo Sportivo Italiano |

### Fecha 10
Se jugó el día martes 12 de octubre de 1926.
| Equipo 1                  | Resultado | Equipo 2           |
| ------------------------- | --------- | ------------------ |
| Circolo Sportivo Italiano | 7–1       | Sport José Gálvez  |
| Deportivo Nacional        | 2–2       | Teniente Ruiz      |
| Sport Progreso            | 2–1       | Unión Buenos Aires |

### Fecha 11
Se jugó el día domingo 17 de octubre de 1926.
| Equipo 1                  | Resultado | Equipo 2          |
| ------------------------- | --------- | ----------------- |
| Sport Alianza             | 1–1       | Teniente Ruiz     |
| Atlético Chalaco          | 5–2       | Sportivo Tarapacá |
| Circolo Sportivo Italiano |           | Jorge Washington  |

- El partido Circolo - Washington se jugó pero fue declarado nulo por la FPF.

### Fecha 12
Se jugó el día domingo 24 de octubre de 1926.
| Equipo 1                  | Resultado | Equipo 2           |
| ------------------------- | --------- | ------------------ |
| Sportivo Tarapacá         | 3–1       | Sport José Gálvez  |
| Sport Alianza             | 4–1       | Jorge Chávez       |
| Circolo Sportivo Italiano | –         | Deportivo Nacional |

### Fecha 13
Se jugó el día domingo 31 de octubre de 1926.
| Equipo 1      | Resultado | Equipo 2         |
| ------------- | --------- | ---------------- |
| Sport Alianza | 1–1       | Jorge Washington |

### Fecha 14
Se jugó el día domingo 7 de noviembre de 1926.
| Equipo 1         | Resultado | Equipo 2          |
| ---------------- | --------- | ----------------- |
| Atlético Chalaco | 2–0       | Sport José Gálvez |

### Fecha 15
Se jugó el día sábado 20 de noviembre de 1926.
| Equipo 1       | Resultado | Equipo 2      |
| -------------- | --------- | ------------- |
| Sport Progreso | 1–0       | Sport Alianza |